# مدرسة أروسميث
مدرسة أروسميث هي مدرسة خاصة في تورنتو، أونتاريو، للأطفال من الصف الأول إلى الصف الثاني عشر ذوي صعوبات التعلم (يشار إليها أيضًا باسم "صعوبات التعلم المحددة"). تأسست مدرسة أروزسميث الأصلية في تورنتو عام 1980 على يد باربرا أروزسميث يونج. افتتح موقع ثاني في مايو 2005 في بيتربورو، أونتاريو. افتتحت مدرسة إيتون أروسميث، التي تم تصميمها على غرار مدرسة تورنتو والتي أسسها هوارد إيتون، في عام 2005 في فانكوفر، كولومبيا البريطانية مع فرعين آخرين تم إنشاؤهما في كندا وواحد في الولايات المتحدة بين عامي 2009 و2014.
تأسست منهجية المدرسة، المعروفة باسم برنامج أروسميث، على يد أروسميث يونج في عام 1978 من التمارين التي بدأت في ابتكارها لنفسها في عام 1977 والتي ذكرت أنها مكنتها من التغلب على صعوبات التعلم الشديدة التي كانت تعاني منها. وقد وصفت كفاحها مع صعوبات التعلم والأساس المنطقي لبرنامجها في كتابها الصادر عام 2012 بعنوان "المرأة التي غيرت دماغها". وفقًا لأروسميث يونج، تعتمد منهجيتها على البحث في مبدأ اللدونة العصبية، والذي يشير إلى أن الدماغ ديناميكي ويعيد توصيل نفسه باستمرار. دمج البرنامج في مدارس عامة وخاصة أخرى في كندا والولايات المتحدة وأستراليا ونيوزيلندا، ولكنه أثار الشكوك والنقد من قبل العديد من علماء النفس المعرفي وعلماء الأعصاب.

## تاريخ
أسست باربرا أروزسميث يونج وزوجها آنذاك جوشوا كوهين المدرسة الأصلية في تورنتو عام 1980 لتعليم الأطفال ذوي الإعاقات التعلمية باستخدام البرنامج والتمارين التي بدأت أروزسميث يونج في ابتكارها لنفسها عام 1978 والتي ادعت أنها مكنتها من التغلب على صعوبات التعلم الشديدة التي كانت تعاني منها. كانت المدرسة الأصلية تقع في مبنى مستأجر في شارع يوركفيل. ووفقًا للرواية الذاتية لأروسميث يونج في كتابها الصادر عام 2012 بعنوان "المرأة التي غيرت دماغها"، فقد استخدمت اسمها الأوسط للمدرسة تكريمًا لجدتها لأبيها (ولدت باسم لويس ماي أروسميث في عام 1883)، والتي كانت عندما كانت فتاة صغيرة واحدة من المستوطنين الرواد في كريستون، كولومبيا البريطانية. وتوسعت مدرسة تورنتو تدريجيا، وفي عام 1991 قررت هي وكوهين فتح مدرسة ثانية في بروكلين، نيويورك وتصفية مدرسة تورنتو. ومع ذلك، بحلول عام 1994، أغلقت مدرسة نيويورك أبوابها، وانتهى زواج أروزسميث يونج وكوهين. عادت إلى تورنتو وأعادت فتح المدرسة هناك، هذه المرة في مبنى مستأجر في شارع يونج.
انتقلت المدرسة في النهاية إلى موقعها الحالي، وهو منزل مُحوَّل يقع في شارع سانت كلير الغربي في حي فورست هيل في تورنتو. تظل باربرا أروزسميث يونج مديرة ومالكة للمطعم كما هو الحال مع فرع ثانٍ أصغر في بيتربورو، أونتاريو، والذي افتتح في عام 2005. وشهد كلا الفرعين أعدادًا متزايدة من الطلاب من خارج كندا بعد جولة أروزسميث يونج في عام 2012 إلى نيوزيلندا وأستراليا والمملكة المتحدة للترويج لكتابها "المرأة التي غيرت دماغها". في أكتوبر 2012، شكل الطلاب الدوليون حوالي ثلث عدد الطلاب في فرع بيتربورو (سبعة من أستراليا، وطالب واحد من الإمارات العربية المتحدة، وواحد من الولايات المتحدة).
في عام 2005، افتتح هوارد إيتون مدرسة إيتون أروسميث في فانكوفر والتي تم تصميمها على غرار مدرسة أروسميث في تورنتو. أنشأت مدرسة إيتون أروزسميث لاحقًا فروعًا أخرى في كولومبيا البريطانية في فيكتوريا في عام 2009 ووايت روك في عام 2012. ثم أنشأ إيتون فرعًا في الولايات المتحدة في ريدموند، واشنطن، وهو أكاديمية إيتون أروزسميث، التي افتتحت في سبتمبر 2014. إيتون هو المالك والمدير لجميع مدارس إيتون أروسميث الأربعة.

## المناهج الدراسية والرسوم الدراسية
ويتبع الطلاب اليوميون بدوام كامل، الذين يشكلون جوهر الهيئة الطلابية في مدرسة تورنتو، منهجًا دراسيًا يخصص فترتين من اليوم الدراسي للرياضيات واللغة الإنجليزية، وهما المادتان الأكاديميتان الوحيدتان اللتان يتم تدريسهما في المدرسة. ويقضي الطلاب بقية وقتهم (ست فترات يوميًا) في تنفيذ تمارين العلاج المعرفي المعروفة باسم برنامج أروسميث.
كان لدى المدرسة 75 طالبًا (من الصف الأول إلى الثاني عشر ) مسجلين في برنامج اليوم الكامل في عام 2009. كما أنها تدير برامج بدوام جزئي للأطفال والكبار على حد سواء. تبلغ الرسوم الدراسية السنوية للمدرسة للطلاب المسجلين بدوام كامل 30 ألف دولار.

## برنامج أروسميث

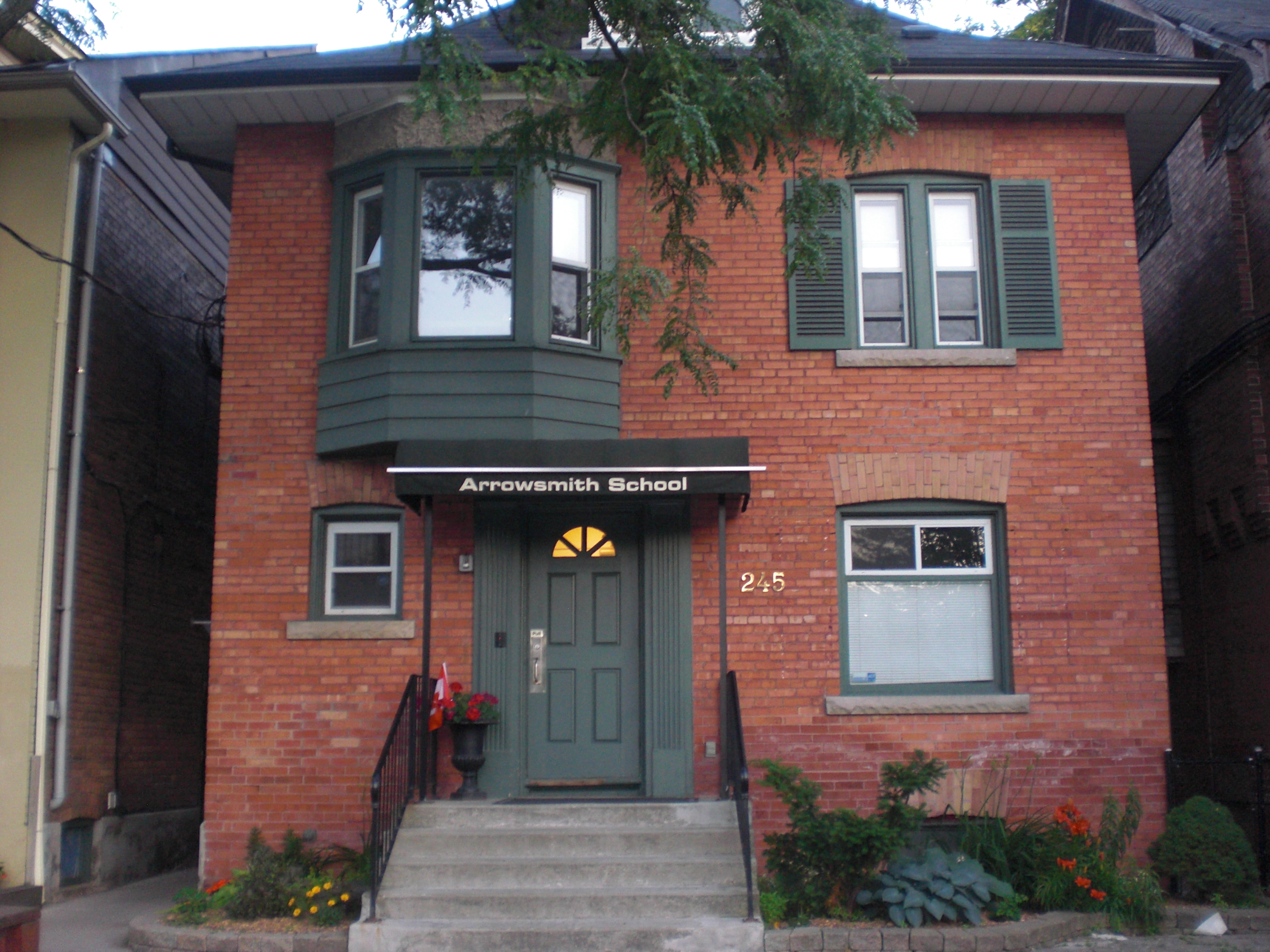
القسم الرئيسي لمدرسة أروسميث في تورنتو.

يشير برنامج أروسميث (علامة تجارية مسجلة) إلى منهجية مدرسة أروسميث والتي تتوفر أيضًا بموجب ترخيص للطلاب في بعض المدارس العامة والخاصة في كندا والولايات المتحدة وأستراليا ونيوزيلندا. ويستخدم البرنامج ما يزيد عن 65 مدرسة في هذه البلدان الأربعة. وفقًا للموقع الرسمي لمدرسة أروسميث، يمكن استخدام البرنامج من قبل الأطفال والبالغين الذين يعانون من صعوبات التعلم مثل عسر القراءة وعسر الحساب وعسر الكتابة والذين لديهم ذكاء متوسط على الأقل، لكنه غير مناسب للأشخاص الذين يعانون من اضطراب طيف التوحد أو إصابة دماغية مكتسبة.

### التاريخ والمنهجية
تم تأسيس هذا البرنامج على يد باربرا أروزسميث يونج عندما كانت طالبة دراسات عليا في معهد أونتاريو للدراسات التربوية. عندما كانت طفلة، كانت لديها ذاكرة بصرية وسمعية استثنائية، ولكن كان ذلك مقترنًا بالعديد من العجز الشديد في مجالات أخرى، بما في ذلك عسر القراءة، وعسر الحساب، ومشاكل في التفكير المكاني، والمنطق، والإدراك الحركي. وفي الفترة من عام 1977 إلى عام 1978، طورت سلسلة من التمارين العلاجية التي تقول إنها ساعدتها في التغلب على إعاقاتها بدلاً من مجرد التعويض عنها. وفقًا لأروسميث يونج، فقد استندت في برنامجها على عمل مارك روزنزويج في مجال اللدونة العصبية وعلى عمل ألكسندر لوريا ونظرياته حول العلاقة بين العمليات العصبية الديناميكية في الأنظمة الوظيفية المختلفة في الدماغ.
في تدقيقهم لعام 2015 لـ 15 برنامجًا علاجيًا لصعوبات التعلم المحددة لمنظمة جمعية صعوبات التعلم المحددة النيوزيلندية،  قدم جورج داوسون وستيفاني ديسوزا أوصافًا أساسية للمجالات التسعة عشر للمعالجة المعرفية التي يهدف برنامج أروزسميث إلى تحسينها بالإضافة إلى أوصاف بعض تمارين العلاج الخاصة به. في مقدمتهما، ذكر داوسون وديسوزا أن برنامج أروزسميث مرخص على أساس الدفع من أجل الربح مع وجود أوصاف تفصيلية لتمارينه غير متاحة للعامة وأن أوصافهما كانت مبنية على رواية أروزسميث يونج الخاصة في كتاب المرأة التي غيرت دماغها.
وقد شملت مجالات العجز التي تمكن داوسون وديسوزا من تقديم أوصاف أساسية لها في تمارين أروزسميث العلاجية ما يلي:
- تسلسل رموز الحركة يتضمن التمرين العلاجي التتبع باستخدام القلم والورقة بينما تكون العين اليسرى للطالب مغطاة. وفقًا لوصف أروسميث يونج للبرنامج، يهدف هذا إلى تحفيز القشرة الحركية في نصف الكرة الأيسر وبالتالي تحسين التتبع أثناء القراءة وتحسين القدرة على استخدام "إشارات الرؤية الثنائية".[7]
- العلاقات الرمزية يتضمن التمرين العلاجي قراءة الساعات التناظرية التي تحتوي على عقارب متعددة معروضة على جهاز كمبيوتر. يتضمن التمرين أربعة عشر قاعدة مختلفة. وفقًا لأروسميث يونج، فإن هذا التمرين يستهدف المشاكل في تقاطع مناطق الفص القذالي والجداري والصدغي على الجانب الأيسر من الدماغ والتي يمكن أن تنتج ميلًا لعكس تسلسل الحروف في الكلمة وتجعل من الصعب تحليل بناء الجملة وقراءة الساعة التناظرية.[7]
- الذاكرة للحصول على معلومات أو تعليمات يتضمن التمرين العلاجي حفظ كلمات الأغاني المعقدة بشكل متزايد من خلال الاستماع إليها عدة مرات حسب الحاجة حتى تتمكن من تكرارها بدقة. وفقًا لأروسميث يونج، فإن هذا التمرين يستهدف الفص الصدغي الأيسر من نصف الكرة المخية حيث يتجلى العجز في عدم القدرة على تذكر المحادثات والمحاضرات والتعليمات بدقة.[7]
- يتضمن التمرين العلاجي تذكر سلاسل طويلة بشكل متزايد من الحروف المقدمة بواسطة الكمبيوتر من لغات ذات أسلوب إملائي مختلف عن اللغة الإنجليزية، على سبيل المثال، الأردية، والعربية، وما إلى ذلك. وفقًا لأروسميث يونج، فإن هذا التمرين يستهدف العجز الموجود في المنطقة القذالية الصدغية والذي يسبب صعوبة في تعلم القراءة والتهجئة.[7]
- التفكير الاصطناعي (R-Think): يتضمن التمرين العلاجي النظر إلى صورة سردية ثم تشكيل فرضية معقولة حول القصة التي يتم تصويرها. وفقًا لأروسميث يونج، فإن هذا التمرين يستهدف عجزًا يقع في القشرة الجبهية الأمامية اليمنى والذي يسبب صعوبة في تفسير مشاعر الآخرين.[7]

في تقريرهما، وصف داوسون وديسوزا تمارين الإصلاح في تسع من المناطق التسع عشرة بأنها "غامضة" أو "غير واضحة" أو غير محددة في كتاب أروزسميث يونج. وتشمل هذه:
- نطق الكلام في منطقة بروكا وفقًا لأروسميث يونج، فإن هذا العجز الموجود في منطقة بروكا في الدماغ، يسبب سوء النطق، وتقييد المفردات، وصعوبة التحدث والتفكير في وقت واحد.[7]
- تمييز الكلام السمعي وفقًا لأروسميث يونج، فإن هذا العجز الذي يشمل الفص الصدغي العلوي يقلل من القدرة على التمييز بين الكلمات المتناغمة، على سبيل المثال، الخوف والسمع.[7]
- التفكير الرمزي وفقًا لأروسميث يونج، فإن هذا العجز الذي يشمل القشرة الجبهية الأمامية يسبب قصر فترة الانتباه ويقلل من القدرة على "المبادرة العقلية".[7]
- الإدراك الحركي وفقًا لأروسميث يونج، فإن هذا العجز يشمل المنطقة الحسية الجسدية في الفص الجداري، مما يسبب الخرق (الميل إلى الاصطدام بالأشياء) وقد يؤثر سلبًا على الكتابة اليدوية.[7]

وفي ختام عملية التدقيق، لاحظ داوسون وديسوزا أن الأدلة على فعالية البرنامج موثقة من خلال شهادات من بعض الطلاب وأولياء أمورهم وفي العديد من تقارير البحث، على الرغم من عدم نشر أي منها في المجلات الأكاديمية المحكمة. في رأي المؤلفين:
يدّعي برنامج أروسميث أنه قائم على أبحاث علم الأعصاب. وهذا صحيحٌ بمعنى أن أروسميث يونغ تُشير باستمرار إلى تحديد موضع (أو خلل) الوظيفة كما وصفته لوريا عند وصفها لتطور تمارينها الإدراكية. ومع ذلك، ليس صحيحًا أن أبحاث علم الأعصاب (الحالية) تدعم فعليًا استخدام تمارين أروسميث الخاصة لعلاج صعوبات التعلم.

نورمان دويدج، وهو طبيب نفسي ومحلل نفسي كندي، خصص أحد فصول كتابه الصادر عام 2008 تحت عنوان "الدماغ الذي يغير نفسه" لباربرا أروزسميث يونغ وبرنامج أروزسميث. وفي هذا الكتاب يروي صراع أروزسميث يونج للتغلب على صعوبات التعلم التي تعاني منها وكيف طورت البرنامج. يتضمن الفصل أيضًا العديد من الحالات القصيرة للأطفال والبالغين الذين يقول دويدج إنهم حصلوا على مساعدة كبيرة من البرنامج، على الرغم من عدم تقديم أي بيانات قابلة للقياس. ووصف نهجها بأنه "اكتشاف مهم" و"كان له آثار كبيرة على التعليم". ومع ذلك، وكما اعترف دويدج أيضًا في الفصل، فإن برنامج أروسميث كان مثيرًا للجدل. وقد ظهرت شكوك وانتقادات واسعة النطاق من قبل العديد من علماء النفس وعلماء الأعصاب وخبراء التعلم. تركز هذا على الافتقار إلى الأدلة العلمية التي يستخدمها البرنامج لإثبات فعاليته وعلى الأساس المنطقي الكامن وراءه والذي يقول منتقدوه إنه يمثل تبسيطًا مفرطًا وتطبيقًا خاطئًا للمفاهيم العصبية.
تزامناً مع جولة باربرا أروزسميث يونغ في أستراليا عام 2012، أعلن مكتب التعليم الكاثوليكي في سيدني أنه سيبدأ دراسة تجريبية تشمل 20 طالباً من ذوي صعوبات التعلم في آخر عامين من دراستهم الثانوية، والذين سيتم تقديم برنامج أروزسميث لهم لمدة عامين ابتداءً من عام 2013. وإذا ثبت نجاح البرنامج، فسيتم توسيع نطاقه ليشمل آلاف الأطفال في المدارس الكاثوليكية، بما في ذلك الأطفال في الصفوف الأصغر. ستكون التكلفة التي يتحملها الآباء الذين تم اختيار أطفالهم للدراسة التجريبية 8000 دولار أسترالي لمدة عامين، بالإضافة إلى الرسوم المدرسية العادية. وانتقد العديد من الأكاديميين الأستراليين هذه الخطوة. أشارت الدكتورة إيما بوروز، عالمة الأعصاب في معهد فلوري في ملبورن، وعلماء الإدراك آن كاسلز وماكس كولثارت في جامعة ماكواري، إلى أن "الأدلة" التي تدعم ادعاءات البرنامج بالنجاح كانت قصصية وليست مبنية على دراسات باستخدام التجارب العشوائية المحكومة ونشرت في مجلات أكاديمية تمت مراجعتها من قبل النظراء. كما انتقد كل من كاسلز وكولثارت برنامج أروسميث وغيره من برامج "تدريب الدماغ" مثل برنامج دوري وصالة ألعاب الدماغ باعتبارها مبنية على تبسيط مفرط لللدونة العصبية ومفاهيم عصبية أخرى.
وبحسب إعلان صدر في يناير/كانون الثاني 2015 عن أبرشية سيدني، فإن التجربة المدرسية التي استمرت عامين في سيدني حققت "نتائج مذهلة". تم دمج برنامج أروسميث في نظام مدرسة سيدني الكاثوليكية في عام 2015 وتم توسيعه ليشمل طلاب المدارس الابتدائية والثانوية. ولم يتم تقديم البيانات التي استند إليها التقييم في الإعلان. وتعرضت التجربة نفسها لانتقادات شديدة من قبل علماء الأعصاب باعتبارها مضللة. يزعمون أن ادعاءات مدرسة أروزسميث بأنها تعتمد على البحث لا أساس لها من الصحة. كما ورد أن الدكتور بوروز أعرب عن قلقه بعد الاستفسار بشكل مباشر من باربرا أروزسميث للحصول على أدلة ومعرفة أن علماء الأعصاب لم يشاركوا في برنامج أروزسميث.
في كندا، أعربت عالمة الأعصاب أديل دايموند وعالمة النفس الإدراكي ليندا سيجل - وكلاهما تعملان في جامعة كولومبيا البريطانية في فانكوفر - عن مخاوف مماثلة لتلك التي عبر عنها كاسلز وكولثارت. ظهر كلاهما في الفيلم الوثائقي الذي أنتجته قناة CBC عام 2008 حول برنامج أروسميث. إصلاح دماغي الذي تم تصويره في مدرسة أروسميث في تورنتو. قام منتجو الفيلم الوثائقي بإزالة جزء من تعليقات سيجل شديدة الانتقاد قبل بثه بعد أن هدد محامو أروزسميث يونج هيئة الإذاعة الكندية برفع دعوى قضائية بتهمة التشهير.  كان سيجل أيضًا مؤلف تقرير عام 2003 المقدم إلى مجلس مدرسة فانكوفر (VSB) حول فعالية برنامج أروسميث. في ذلك الوقت، كان مجلس مدرسة فانكوفر يدير تجربة للبرنامج لمدة ثلاث سنوات، بتمويل جزئي من مؤسسة فانكوفر. وفقًا لهوارد إيتون، مالك ومدير مدارس إيتون أروزسميث، كان لتقرير سيجل تأثير كبير في قرار مجلس إدارة مجلس مدرسة فانكوفر بإيقاف البرنامج التجريبي.
قارنت دراسة سيجل النتائج بعد ثمانية أشهر للأطفال ذوي الإعاقات التعلمية في مدرستين ابتدائيتين في فانكوفر. في إحدى المدارس تلقى الأطفال برنامج أروزسميث. وفي مدرسة أخرى، تم تسجيل الأطفال في فصول المساعدة التعليمية الموسعة (ELAC) التي ركزت على القراءة والكتابة. وجد سيجل أن الأداء المتفوق لأطفال أروزسميث في مقاييس الفهم والتهجئة كان ذا دلالة إحصائية. ومع ذلك، لم تجد أي فروق ذات دلالة إحصائية في التدابير الأخرى، على الرغم من أنها ذكرت أنه في تلك التدابير "أدى فصول المساعدة التعليمية الموسعة بمستويات أعلى من أروسميث، غالبًا بكمية كبيرة نسبيًا". ذكر هوارد إيتون أن هناك مشاكل متعددة في التصميم والعينة والتحليل الإحصائي في دراسة سيجل، وهو الأمر الذي اعترف به سيجل أيضًا. في عام 2013، شارك إيتون في تأليف دراسة إعادة تحليل لبيانات سيجل مع الأستاذين ويليام لانسي ودارين إروين.  كان استنتاجهم هو أن الأداء العالي لطلاب فصول المساعدة التعليمية الموسعة في دراسة سيجل لم يكن ذا دلالة إحصائية.

## مزيد من المعلومات
- My struggles with academic difficulties and the Arrowsmith program (مراجعة مجهولة المصدر)

## روابط خارجية
- هل يستحق أروسميث ثمنه؟ كارولين بوين
- الموقع الرسمي

1. ↑  SPELD is a private non-profit organisation supporting children with specific learning disabilities in New Zealand.[6] Dawson and D'Souza's audit was supervised by David Moreau (Research Fellow) and Karen Waldie (Associate Professor) at the Centre for Brain Research and School of Psychology, جامعة أوكلاند.[7]
2. ↑  According to the film's producer, two sentences from Siegel were removed: "I think the Arrowsmith Program is a fraud. I think they're taking money from people and not showing any improvement in any kind of any objective way." The remainder of her commentary was left intact.[14]
3. ↑  Quoted in Eaton, Howard (2013). "Siegel's Study: Points For Comment".[15]
4. ↑  William Lancee is head of psychiatry research at Toronto's Mount Sinai Hospital and has also authored evaluations of the Arrowsmith Program for the Toronto Catholic District School.[16][17] Darren Irwin is a professor in the Department of Zoology at the جامعة كولومبيا البريطانية.[18]